# Anatolie Boeștean
Anatolie Boeștean (Tighina, 26 marzo 1985) è un ex calciatore moldavo, di ruolo difensore.

## Carriera
Ha giocato nella prima divisione moldava.